# Moses Hansen
Moses Mogens Zorba Hansen, född som Mogens Hansen den 17 juni 1941 i Sakskøbings kommun i Lolland och numera bosatt i Kolding i Danmark, är en dansk predikant och ledare för den kristna rörelsen Väktarna. Hansen har bland annat uttalat att islam är dubbelt så farligt som nazismen och kommunismen tillsammans, och omtalar sig själv som en jihadist för Jesus. Han har även sagt att muslimska palestinier bör tvångsdeporteras till Afghanistan.
Hansen blev speciellt uppmärksammad i samband med sitt självutropade korståg mot islam och hedendom på Nørrebro i augusti 2002, då han tillsammans med Väktarna, Fadershuset och flera högerextremister arrangerade torgmöten fyra dagar i rad. De här mötena blev bemötta av brett sammansatta demonstrationer med utgångspunkt bland lokalbefolkningen. Han har också utmärkt sig som en uttalad kritiker av Ungdomshuset, och arrangerade i december 2006 en vecka med bönemöten för att bekämpa det han har kallat "demonerna på Jagtvej".
År 2003 deltog han och andra danska kändisar i dokusåpan Big Brother VIP. .

## Bakgrund
Innan Hansen blev frälst levde han ett vilt liv som hippie med ett omfattande alkohol- och drogmissbruk.